# 코를레토몬포르테
코를레토몬포르테(이탈리아어: Corleto Monforte)는 이탈리아 캄파니아주 살레르노도에 위치한 코무네다.